# James Paxton (igralec)
James Paxton, ameriški igralec, * 23. februar 1994 Ojai, Kalifornija, ZDA.
Znan je po tem, da je v ameriški dramski seriji Očivec igral vlogo Lukasa Waldenbecka. Igral je tudi v glasbenem videospotu za pesem Matja Maesona "Beggar's Song". Je sin pokojnega igralca Billa Paxtona.
James Paxton se je rodil in odraščal v Ojai v Kaliforniji. Po zanimanju za filme je študiral v Londonu, preden je študiral na delavnici Vincent Chase v Los Angelesu v Kaliforniji. Preden se je preselil v Los Angeles, da bi nadaljeval igralsko kariero, je prešel iz novinarstva v filmskega igralca.